# Jill Stevens (personaje)
Jill Stevens es un personaje ficticio que aparece en los cómics estadounidenses publicados por Marvel Comics. Apareció por primera vez en The Savage She-Hulk #2 vol.1 (marzo de 1980) y fue creada por David Kraft y Mike Vosburg. Es escritora de la revista ficticia West y la mejor amiga de la infancia de la abogada Jennifer Walters, ambas se hicieron amigas debido al parecido que tenían.
Ginger Gonzaga interpreta a Nikki Ramos, un personaje basado en Jill Stevens para la serie She-Hulk: Attorney at Law (2022) del Universo cinematográfico de Marvel en Disney+, donde actúa como la mejor amiga de la abogada Jennifer Walters.

## Historial de publicaciones
Jill Stevens apareció por primera vez en The Savage She-Hulk #2 vol.1 (marzo de 1980) creada por David Kraft y Mike Vosburg.

## Biografía Ficticia
Jill Stevens era la mejor amiga de la abogada Jennifer Walters desde la infancia. Ella se desempeñó como una escritora de la revista West. Jennifer consideraba que Jill era alguien en quien siempre podría confiar. Después de que los secuaces del jefe criminal Nicholas Trask intentaron matar a Jennifer en el hospital, Jill recogió a Jennifer del hospital en el auto de Jennifer y la llevó al juzgado para que pueda continuar con su caso contra Trask (sin saber que Jennifer había sobrevivido al ataque de Trask debido a la sangre-gamma donada por su primo Bruce Banner, lo cual la transformó en She-Hulk).
Después de haber dejado a Jennifer en el juzgado le sugirió que debería descansar y relajarse, porque estaba llevando la devoción al deber demasiado lejos, prometió verla después de su cita en la corte, en privado se sentía preocupada por Jennifer debido a que su actitud se había vuelto más fría y distante desde que Trask la había atacado.
Horas después, Jill recogió a Jennifer de la corte, pero nota que Jennifer aun sentía su dolor de espalda por el ataque. Jill le recomienda que regrese al hospital por su condición, pero Jennifer convence a Jill de llevarla a la cárcel del condado para que pueda hablar con los secuaces de Trask, para convencerlos de entregar pruebas en contra de su antiguo jefe a cambio de retirar los cargos contra ellos, al finalizar la reunión, Jill de nuevo le sugiere que vuelva a su casa para que se pueda relajar, pero Jennifer le insistió para ir a visitar a su padre, el alguacil del condado de los Ángeles, Morris Walters. Jill envidiaba la energía y la determinación de su amiga, y le dice que si tuviera, por lo menos la mitad de lo que poseía Jennifer sería una editora de una revista en lugar de simplemente una escritora. Después de ver a su padre, Jennifer visita a Trask para advertirle que el caso contra él estaba casi completo, después de visitar a Trask, Jill llevó a Jennifer a su casa (en donde se había convertido en She-Hulk por primera vez) para que descansara, en donde la familia Ridge las invito para unirse a ellos para una parrillada. Mientras tanto, algunos secuaces de Trask sabotearon el auto de Jennifer.
En la casa de los Ridge, cuando comenzaron a poner la barbacoa, Jennifer recibió una llamada telefónica, la cual le indicaba que tenía que recoger unos papeles importantes, Jill se ofreció para llevárselos a Jennifer, porque sentía que Jennifer ya se había esforzado demasiado en todo el día, pero Zapper le dice que es inusual que llamen a Jennifer desde la oficina del fiscal a la casa de los Ridge en vez de a la de ella. Jennifer reconoce que es una trampa y corre para detener a Jill, pero Jill ya se fue con el auto saboteado de Jennifer, en aquel momento Jennifer reconoce otro carro de los secuaces de Trask que vio en la mañana, el cual seguía a Jill, corre detrás del auto en donde va Jill, pero su espalda se inflama y cae al lado del buzón, Zapper corre hacia ella para ayudarla pero inmediatamente Jennifer se convierte en She-Hulk, arrojando a Zapper lejos antes que sepa lo que sucedió, entonces She-Hulk empieza a seguir rápidamente a Jill, decidida a salvar a su amiga.
Mientras tanto, Dennis "Buck" Bukowski, el asistente del fiscal del distrito y rival de Jennifer, que anteriormente había estado en la corte con Jennifer, estaba esperando en una fila por combustible, cuando observa el carro de Jennifer a toda velocidad pasar a su lado, el cual casi impacta contra el seguido por She-Hulk, mientras Jill se da cuenta de que no puede detenerse porque los frenos no funcionaban y el acelerador estaba atorado, Buck creía que Jennifer estaba detrás del volante (debido al parecido físico entre Jill y Jennifer) tratando de escapar de She-Hulk, por lo que decide ir detrás de ambas saliéndose de la fila, mientras en el almacén de Trask, un camionero entregó un equipo de cosas valiosas robadas exigiendo 50,000 dólares a cambio a los secuaces de Trask, cuando estaban a punto de dispararle, el auto de Jill giró a toda velocidad en la esquina, lo cual provoca que todos salgan dispersos, entonces el chico del camión aprovecha para tratar de escapar, pero el carro estaba a punto de chocar con el camión, She-Hulk actúa rápido lanzando otro carro directo al camión, derribándolo y dejando el paso libre para Jill, comenzando de nuevo a seguirla, mientras detrás de ellas las seguía Buck, también a toda velocidad. El carro de Jill se desvió hacia la autopista por una rampa de salida, She-Hulk agarra rápidamente un poste de luz y lo usa para saltar y llegar a la autopista para detener a Jill, al llegar agarra un autobús y lo arroja para detener el tráfico, dejando en paso libre para que She-Hulk pueda detener a Jill, cuando Jill observa que She-Hulk quiere detener su carro, se pregunta porque She-Hulk querría salvar su vida, llegando a la conclusión de que She-Hulk era en realidad su mejor amiga Jenny, pero justo cuando She-Hulk estaba a punto de detener el carro de Jill, apareció Buck empujando a She-Hulk, creyendo que había salvado a "Jennifer" de She-Hulk, pero el carro de Jill rebota con un autobús y cae fuera de la pista hacia una camión de combustible, lo cual provoca una explosión, She-Hulk rápidamente baja de la pista, abre la puerta del carro y recoge a Jill, pero su amiga ya estaba muerta por la explosión.
Mientras She-Hulk se lamentaba por la muerte de su amiga, en lo alto del paso elevado, Buck les dice a todos que She-Hulk persiguió y mato a "Jennifer" a sangre fría, She-Hulk reacciona rápidamente con furia golpeando con fuerza los pilares de concreto del paso elevado por la acusación de Buck, lo cual provoca que los policías intervengan, She-Hulk se da cuenta de que luchar con los policías no solucionará nada, por lo que escapa.
A pesar de que Jill solo apareció en "The Savage She-Hulk #2 vol.1" su muerte sigue siendo una de las más tristes en la vida de Jennifer.

## Poderes y Habilidades
Jill no cuenta con ningún poder o habilidad especial, sin embargo se puede decir que tiene una habilidad para conducir, debido a que logró controlar el carro de Jennifer, aunque estaba saboteado.
En la serie She-Hulk: Attorney at Law se dice que Nikki Ramos (el personaje basado en Jill Stevens) puede hablar el inglés con fluidez y hablar mandarín.

## En otros medios

### Televisión
- Aparece rebautizada como Nikki Ramos para la serie She-Hulk: Attorney at Law del Universo cinematográfico de Marvel en Disney+, siendo una abogada de la firma de abogados Goodman, Lieber, Kurtzberg y Hollyway  y la mejor amiga de Jennifer Walters interpretada por la actriz Ginger Gonzaga. Siendo un personaje recurrente que esta para apoyar a Jennifer cuando lo necesite.